# نكبة أنيشة

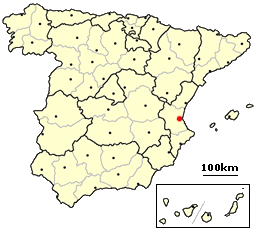
موقع بلنسية

نكبة أنيشة (بالإسبانية: batalla del Puig de Santa María)‏. بدأ حصار بلنسية في الخامس من شهر رمضان سنة 635 هـ (أبريل سنة 1238 م)  وشدد المسيحيين في التضييق على المدينة المحصورة، وسقطت يوم الجمعة التاسع من أكتوبر سنة 1238 م، الموافق للسابع والعشرين من صفر سنة 636 هـ ودخل خايمي الفاتح ملك أراجون، وزوجته الملكة فيولانتى وأكابر الأحبار والأشراف والفرسان الأرجونيين والقطلان، وممثلو الجماعات الدينية والمدن، مدينة بلنسية، ورفع علم أراجون على قمة أعلى برج في أسوار المدينة، وحولت المساجد في الحال إلى كنائس وطمست قبور المسلمين.

## ما قبل الحصار
اضطرمت الثورة في بلنسية، وقام بها أبو جميل زيان بن مردنيش، عقب انسحاب واليها الموحدي السيد أبي زيد بن أبي عبد الله محمد، وانهيار سلطان الموحدين بالشرق.
وكان قد لجأ السيد أبو زيد إلى ملك أراجون خايمى الأول انضوى تحت حمايته، وعقد معه معاهدة، يتعهد فيها بأن يسلمه جزءاً من البلاد والحصون التي يستردها بمعونته، وكيف انتهى به الأمر بأن اعتنق الديانة المسيحية، واندمج في القوم الذين لجأ إلى حمايتهم، وأخذ من ذلك الحين يصحبهم في غزواتهم للأراضي الإسلامية.
وكان أبو جميل زيّان أمير بلنسية يعمل على توطيد سلطانه في بلنسية وأحوازها. وكانت دانية من أملاك ابن هود، وعليها والٍ من قبله هو الأديب الشاعر أبو الحسن يحيى بن أحمد بن عيسى الخزرجى، وهو والي شاطبة في نفس الوقت ، فانتزع زيان منه دانية، وولّى عليها ابن عمه محمد ابن سبيع بن يوسف بن سعد الجذامي. ولم يكتف زيّان بالعمل على توسيع أملاكه على هذا النحو، ولكنه اعتزم في نفس الوقت أن ينتقم لما قام به النصارى من غزوات مخربة، في أراضي بلنسية، ولاسيما بتحريض السيد أبي زيد واليها المخلوع، وكانت الظروف تتيح له يومئذ أن يحقق بغيته، إذ كان ملك أراجون مشغولا بافتتاح الجزائر، وتوطيد سلطانه بها، ولم يترك في قواعد الحدود سوى حاميات ضئيلة، ومن ثم فقد خرج زيان بقواته شمالا، وقام بالعبث في أراضي أراجون على طول الشاطئ حتى ثغر طرطوشة، واستاق غنائم وأسرى. وكان هذا الاعتداء يحز في نفس ملك أراجون، وهو يزمع أن يرده مضاعفاً في أول فرصة.
وما كاد ملك أراجون ينتهي من افتتاح الجزائر، حتى أخذ يضع خطته لافتتاح الثغر الإسلامي العظيم بلنسية، وكان يقتضي لنجاح ذلك المشروع أن يستولي ملك أراجون على سائر القواعد الأمامية لإقليم بلنسية، حتى يستطيع أن يعزل بلنسية، وأن يحرمها من كل وسائل الدفاع. وكان ملك أراجون يرى أن ظروف بلنسية، ومواردها المحدودة، وما يضطرم بين الزعماء المسلمين في شرقي الأندلس من خلاف، مما يعاون على تحقيق أمنيته، ولكنه كان يرى في نفس الوقت أن يستعد لهذا المشروع بكل ما يستطيع، وأن يسعى لتتويجه بالصفة الصليبية. وقد استجاب البابا غريغوري التاسع لمسعى ملك أراجون، وأصدر مرسومه بإسباغ الصفة الصليبية، على مشروع فتح بلنسية، وأعلن أمر هذه الحرب الصليبية الجديدة في مونتشون، وهرع إلى لوائها كثير من الفرسان والسادة، ولاسيما جماعة الأسبتارية، ووافق القطلان على سن ضريبة الماشية العينية، مساهمة في نفقات الحرب.

## بداية الانهيار
وبدأت حرب بلنسية في أوائل سنة 1233 م (أواخر سنة 631 هـ) وخرجت جماعات من الجيش الأرجواني وتفرقت في أراضي إقليم بلنسية الشمالية، وبدأت بالاستيلاء على بلدة آرش، ثم استولت على بلدة مورلة وهي أقصى بلاد بلنسية الشمالية.
وكانت أول قاعدة هامة من إقليم بلنسية قصد إليها ملك أراجون هي بلدة برّيانة، الواقعة على البحر على مقربة من شمال بلنسية، فضرب الأرجونيون حولها الحصار، بعد أن خربوا ضياعها وزروعها القريبة، واشترك في الحصار عدد من الأشراف، وفرسان الداوية، والاسبتارية، وقلعة رباح. وكانت برّيانة تتمتع بحصانة فائقة، وقد استعد أهلها المسلمون للدفاع عنها بشدة. وضرب الأرجونيون البلدة بالآلات، وحاولوا اقتحامها غير مرة، وهي صامدة، واستمر الحصار زهاء شهرين، حتى نضبت مواردها وأقواتها، واضطر المسلمون في النهاية إلى التسليم وذلك في شهر يوليه سنة 1233 م 
ثم استولى الأرجونيون بعد ذلك على حصن بنشكلة صلحاً، ووعد أهلها المسلمون بأن يبقوا على دينهم وشريعتهم، ثم تلتها في التسليم عدة حصون وأماكن منها شفيت، وبريول، وكويفاس، والمصورة، وغيرها من القرى والضياع، الواقعة على ضفة نهر شقر، واستولى الأرجونيون في نفس الوقت على ثغر قسطلونة الهام الواقع على مقربة من شمالي برّيانة، وكان سقوطه في أيدي النصارى أمراً محتوماً بعد استيلائهم على برّيانة، وكان لسقوط هذين الثغرين نتائج هامة، إذ كانا لقربهما من بلنسية يصلحان قواعد لتموين الجيوش الغازية. ونفذ ملك أراجون بعد ذلك في قواته الخفيفة إلى فحص بلنسية ذاته، واستولى على بعض قلاع هذه المنطقة ومنها قلعتا مونكادة ومشروس القريبتين من شمالي بلنسية ذاتها. ووقعت هذه الفتوح الأرجونية كلها في سنة 1234 م (632 - 633 هـ) ، ووقف مشروع غزو بلنسية عند هذه المرحلة الأولى من الاستيلاء على معظم المواقع والثغور القريبة من بلنسية، وعاد ملك أراجون إلى بلاده ليعنى ببعض الشئون الداخلية والعائلية.
مضى نحو عامين، لم تقع خلالهما في إقليم بلنسية سوى بعض غارات أرجونية صغيرة. ولكن ملك أراجون لم ينس خلال مشاغله الداخلية، مشروع فتح بلنسية، ولم ينقطع عن أن يوليه اهتمامه المستمر، وكان يتوق بالأخص إلى أن يحتل حصن أنيشة أو أنيجة المنيع الواقع على مقربة من شمالي بلنسية، على سبعة أميال منها، وهو من أهم حصونها الأمامية، وكان يقع على ربوة عالية تزيد موقعه مناعة، ويشرف على مرج بلنسية وحدائقها  وكان الأمير زيّان قد فطن إلى أهبة هذا الحصن، وخطورة سقوطه في أيدي النصارى، فأمر بهدمه، ولكن الملك خايمى أصر مع ذلك على احتلال موقعه، فسار في جيشه من قلعة أيوب، ومعه السيد أبو زيد أمير بلنسية المتنصر، وهاجم أنيشة وهزم المسلمين الذين تصدوا لمقاومته، واحتل المكان، وابتنى فوق نفس الربوة حصناً جديداً منيعاً، ووضع به حامية عهد بقيادتها إلى خاله دون برناردو دي انتنزا، واتخذ الأرجونيون من هذا الحصن قاعدة للعيث والإغارة في مختلف نواحي إقليم بلنسية.
وقد حاول زيان استرجاع الحصن فجهز جيشاً لمحاولة استرجاع الحصن، ولكن انتهت بأن أصيب المسلمون بهزيمة فادحة، وقتل منهم جملة كبيرة، وكان بين القتلى عدد كبير من علماء بلنسية ووجوهها وصلحائها، وفي مقدمتهم كبير علماء الأندلس ومحدثيها يومئذ، أبو الربيع سليمان بن موسى ابن سالم الكلاعى، وهو فوق علمه وأدبه الجم جندى وافر الشجاعة والجرأة، كان يشهد معظم الغزوات، ويشترك في القتال، وكان في موقعة أنيشة يتقدم الصفوف، وهو يقاتل بشجاعة، ويحث المنهزمين على الثبات، ويصيح بهم «أعن الجنة تفرون» حتى قتل. ورثاه ومن سقط معه، من علماء بلنسية، وهم نحو سبعين، تلميذه الكاتب المؤرخ، أبو عبد الله بن الأبار القضاعى، وكان إلى جانب مخدومه الأمير زيان في الموقعة، بقصيدته الشهيرة التي مطلعها:
ووقعت نكبة أنيشة في يوم الخميس عشرين من ذي الحجة سنة 634 هـ (14 أغسطس سنة 1237 م). وكانت هزيمة المسلمين الفادحة فيها على هذا النحو نذيراً بانهيار قوي بلنسية الدفاعية، نذيراً بأن مصير بلنسية ذاتها، قد بت فيه، وأن النهاية قد أضحت وشيكة الوقوع.

## السقوط

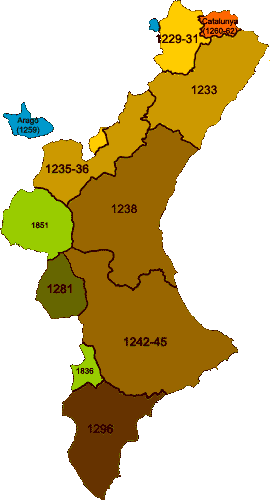
خريطة زمنية لغزو بلنسية.

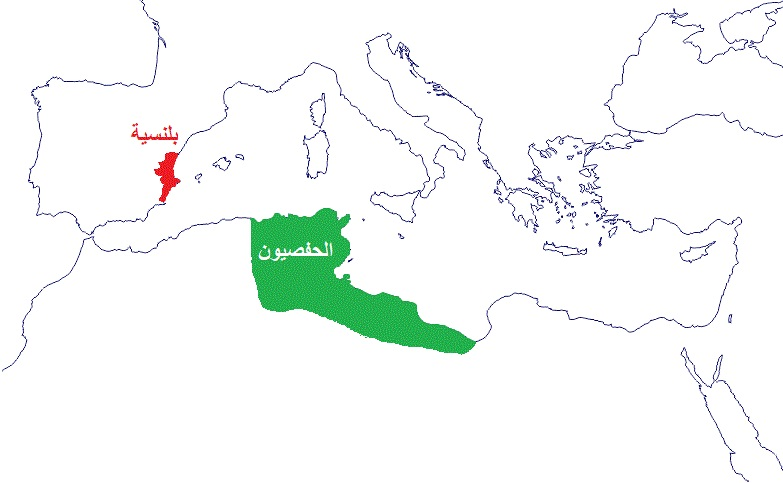
موقع بلنسية بالنسبة للدولة الحفصية

بدأ حصار بلنسية في الخامس من شهر رمضان سنة 635 هـ (أبريل سنة 1238)  وشدد النصارى في التضييق على المدينة المحصورة، وبدأوا يضربونها بالآلات المخربة. وكانت بلنسية، مذ هزمت قواتها، وسقط أبناؤها في موقعة أنيشة، قبل ذلك بأشهر قلائل، قد ساءت أحوالها، وانهارت قوي شعبها المعنوية وأخذت تتوقع سوء المصير. بيد أنه لما ظهر النصارى تحت أسوارها، وبدت طلائع المعركة الأخيرة، اعتزم البلنسيون أن يدافعوا عن مدينتهم حتى آخر رمق. ولم يكن أميرهم أبو جميل زيان أقل عزماً منهم في مدافعة النصارى  فوجه بعض رسله إلى القواعد الإسلامية القريبة في طلب النجدة والإمداد. وكان رسوله إلى مرسية الفقيه المتصوف محمد بن خلف بن قاسم الأنصاري  بيد أن زيان لم يقف عند هذا الاستمداد المحدود. ذلك أنه في تلك الآونة العصيبة، قد اتجه وجهة أخرى أوسع آفاقاً وأجدى أملا، اتجه إلى إخوانه المسلمين، في الضفة الأخرى من البحر، ولم يكن ذلك الاتجاه يومئذ إلى أولئك الموحدين، الذين عبروا البحر قبل غير مرة لإنجاد الأندلس، إذ كانت دولتهم بالمغرب تجوز مرحلة الانحلال الأخير، ولكن إلى تلك الدولة الفتية، التي قامت في وسط الضفة الأخرى من البحر، إلى دولة بني حفص بإفريقية، وإلى عميدها ومنشئها الأمير أبي زكريا يحيى ابن الشيخ أبي محمد عبد الواحد بن أبي حفص، وكانت قد أخذت تلفت الأنظار بقوتها وثرائها، واتساع مواردها. وبعث زيان إلى أمير إفريقية سفارة على رأسها وزيره وكاتبه العلامة الشاعر والمؤرخ الكبير أبو عبد الله محمد ابن عبد الله بن أبي بكر بن الأبار القضاعى، يحمل إليه بيعته وبيعة أهل بلنسية، وصريخه بسرعة الغوث والإنجاد قبل أن يفوت الوقت. ولما وصل ابن الأبار إلى تونس، مثل بين يدي سلطانها الأمير أبي زكريا الحفصى، في حفل مشهود، وألقى قصيدته السينية الرائعة التي اشتهرت في التاريخ، كما اشتهرت في الشعر، يستصرخه فيها لنصرة الأندلس ونصرة الدين، وهذا بعض ما جاء فيها:
وقد اثرت هذة القصيدة في نفس الأمير أبي زكريا الحفصى، فبادر بتجهيز أسطول شحنه بالسلاح والأطعمة والكسى والأموال، يتألف من اثنتى عشرة سفينة كبيرة، وست صغيرة، وعهد بقيادته إلى أبي يحيى ابن يحيى بن الشهيد ابن إسحق ابن أبي حفص الكبير، وتقدر الرواية الإسلامية قيمة ما شحن بهذا الأسطول بمائة ألف دينار من الذهب، وهي قيمة لها خطرها في ذلك العصر  وأقلعت هذه السفن المنجدة على جناح السرعة من ثغر تونس قاصدة إلى ثغر بلنسية ومعها ابن الأبار ورفاقه، وهي رحلة تستغرق عدة أيام.
وكان الأرجونيون في تلك الأثناء قد شددوا الحصار على بلنسية، وحاولوا في البداية، أن يقتحموا الرُّصافة ضاحيتها الجنوبية الشرقية، ففشلت المحاولة، وردهم المسلمون بخسارة كبيرة. وكان المسلمون يخرجون من آن لآخر لمقاتلة النصارى في جماعات صغيرة، ووقعت أعنف معركة من هذا النوع بين الفريقين حول بلدة سليا ضاحية بلنسية الجنوبية، وانتهت باستيلاء النصارى عليها. ولم تمض أيام على ذلك حتى ظهر الأسطول التونسي في مياه بلنسية، واستطاع أن يصل إلى خليج جراو Grao الواقع جنوب شرقي المدينة بحذاء مصب نهر طورية أو نهر الوادي الأبيض Guadalaviar، الذي يخترق بلنسية بعد مصبه بقليل، ولكن المحلة النصرانية كانت تحتل اللسان الواقع بين الخليج وبين المدينة، ومن ثم فإن رجال الأسطول، لم يستطيعوا الوصول إلى المدينة، ولم يستطع أهل المدينة من جهة أخرى، أن يصلوا إليهم، وعندئذ حاولت السفن المسلمة أن تبعث الأمداد إلى أهل المدينة من ناحية الشمال  فسارت شمالا بحذاء الشاطئ حتى ثغر بُنُشكلة الصغير، الواقع شمالي قسطلونة، ولكن هذه المحاولة لم تنجح أيضاً لظهور السفن الأرجونية، واضطرار السفن التونسية إلى الإقلاع صوب الجنوب، وانتهى الأمر بأن أفرغت السفن التونسية شحنتها في ثغر دانية، بعيداً عن الثغر المحصور، ثم أقلعت عائدة إلى إفريقية ومعها المال إذ لم يحضر من قبل الأمير زيان من يتسلمه. وهكذا فشلت هذه المحاولة التي نظمت لإمداد المدينة المحصورة وإنجادها، وتركت بلنسية لمصيرها.
وهنا ضاعف المسيحيين جهودهم في التضييق على المدينة، وإرهاقها. وبينما كان أهل بلنسية، يعانون الحرمان والجوع داخل مدينتهم، كان النصارى في سعة تأتيهم المؤن من البحر بانتظام. وكان المسيحيين يضربون المدينة، وأسوارها ْوأبراجها، بالآلات الثقيلة باستمرار، والبلنسيون مع كل هذا البلاء يخرجون لمقاتلة النصارى، وتنشب المعارك الكثيرة بين الفريقين. وفي إحدى هذه المعارك أصيب الملك خايمى بجرح في رأسه. واستمر الحصار المرهق على هذا النحو زهاء خمسة أشهر، من أبريل حتى أوائل سبتمبر، حتى فنيت الأقوات، وعدمت الموارد، واشتد البلاء بأهل المدينة، وثلمت الأسوار والأبراج في غير موضع، وعندئذ رأى وجوه المدينة وعلى رأسهم الأمير زيان، بأنه لا مفر من التسليم قبل أن يفوت الوقت، ويقتحم النصارى المدينة، فبعث بابن أخيه أبي الحملات ليفاوض ملك أراجون في شروط التسليم. واتفق الفريقان على أن تسلم المدينة صلحاً. وإليك كيف يصف لنا ابن الأبار ، وقد كان شاهد عيان، ما تلا ذلك من لقاء بين الأمير زيان والملك خايمى، ومن إبرام شروط التسليم بينهما، وذلك في يوم الثلاثاء السابع عشر من صفر سنة 636 هـ.

### شروط التسليم
تقدم إلينا الرواية الأندلسية عن شروط تسليم بلنسية تفاصيل لا تخرج في جملتها عن مضمون الرواية المتقدمة، فتقول إن المفاوضة وقعت أولا بين أحد الرؤساء المسلمين، وأحد الأشراف الأرجونيين، وذلك بمحضر من الملكة، التي شاء الملك أن تشهد سائر التفاصيل، وانتهى الأمر بأن اقترح الأمير زيان على الملك خايمى، أن يسلم إليه المدينة، على أن يسمح لسائر المسلمين بها رجالا ونساء، بأن يحملوا سائر أمتعتهم دون أن يعترضهم أحد، وأن يسيروا آمنين ْحتى قلييرة (أو غلييرة)  أو دانية، فوافق الملك والملكة على اقتراحه، واتفق على أن تسلم المدينة، بعد خمسة أيام، يبدأ في نهايتها جلاء المسلمين عنها. وأبلغ الملك هذا الاتفاق إلى الأحبار والأشراف، فلم يرق لبعض القادة، والفرسان، الذين كانوا يؤملون الثراء بنهب المدينة. وفي اليوم الثالث بدأ المسلمون جلاءهم عن بلنسية، وخرج منهم منها خمسون ألفا، وساروا آمنين حتى قلييرة Cullera، وهي ثغر صغير يقع على مقربة من جنوبي بلنسية، ومنحوا عشرين يوما لإتمام الجلاء. وعقد الملك خايمى كذلك مع الأمير زيان هدنة مدتها سبع سنين، وأقسم باحترامها بالنسبة لدانية وقلييرة، طوال هذه المدة. وتم ذلك في اليوم الثامن والعشرين من شهر سبتمبر سنة 1238 م.

### دخول الملك
في يوم الجمعة التاسع من أكتوبر سنة 1238 م، الموافق للسابع والعشرين من صفر سنة 636 هـ دخل خايمى الفاتح ملك أراجون، وزوجه الملكة فيولانتى وأكابر الأحبار والأشراف والفرسان الأرجونيين والقطلان، وممثلو الجماعات الدينية والمدن، مدينة بلنسية، ورفع علم أراجون على قمة أعلى برج في أسوار المدينة، وحولت المساجد في الحال إلى كنائس وطمست سائر قبور المسلمين  وقضى الملك خايمي بضعة أيام في تقسيم دور المدينة وأموالها بين الأحبار والأشراف والفرسان، كل وفق ما اشترك به في الفتح، وبلغ عدد من وزع عليهم من فرسان أراجون وقطلونية، ثلاثمائة وثمانون، هذا عدا الأحبار والأشراف، وجعلت هذه الأملاك وراثية بالنسبة لأعقابهم، وسموا بفرسان الفتح، وترك لهم حراسة المدينة والدفاع عنها. وأقبل المسيحيين من كل فج على العودة لديارهم بلنسية وتعميرها. ومع ذلك فقد بقيت بها جماعة كبيرة من أهلها المسلمين، تدجّنوا واستسلموا لمصيرهم الجديد. وهكذا سقطت بلنسية في أيدي المسيحيين، بعد أن حكمها المسلمون، منذ الفتح خمسة قرون وربع قرن، سطعت خلالها في شرقي الأندلس، وتزعمت قواعده، ولعبت أعظم دور في أحداثه ومصايره، ولبثت فترات طويلة، مثوى الثورة الوطنية الأندلسية، وكانت أعظم مركز للعلوم والآداب في شرقي شبه الجزيرة.